# Grupo Rangel
A Rangel Logistics Solutions é uma empresa de logística portuguesa com sede na Maia e fundada em 1980, com a Eduardo Rangel Lda, empresa do sector transitário que em 2000 mudou a sua designação para Rangel Invest S.A.
O seu Fundador, o Dr. Eduardo da Silva Rangel, foi feito Comendador da Ordem do Mérito a 10 de Junho de 2008.
Actualmente um dos líderes em serviços logísticos integrados em Portugal a empresa oferece, a nível nacional e internacional, serviços logísticos integrados e soluções logísticas globais e está presente em Portugal, Espanha e em Angola.(Moçambique e Brasil) em 2012
Fechou o ano de 2010 com uma facturação de 110 milhões de euros e conta com cerca de 1100 colaboradores.
A empresa prevê investir em 2011 cerca de 40 milhões de euros em novos projectos no Brasil e em Marrocos.

## Empresas do grupo
O grupo é constituído por onze empresas:
- Rangel Invest;
- Rangel Transitários;
- Rangel Distribuição e Logística;
- Eduardo Rangel Despachante Oficial;
- Rangel Internacional Aérea e Marítima;
- FeirExpo;
- Rangel Logística ;
- Rangel Angola Expresso e Trânsitos ;
- Rangel Pharma[6]
- Multiparques Rangel[7] ;